# Нана (музыкант)
На́на Кваме Аброква (англ. Nana Kwame Abrokwa, родился 5 октября 1968 года в Аккре, Гана) — немецко-американский рэпер и диджей, выступающий под псевдонимами Nana или Darkman / Nana. Nana не является реальным именем, это один из дворянских титулов Ганы. На́на стал популярным во второй половине 1990-х годов, его стиль характеризуется как «евро-рэп», а в своих песнях он говорит об отношениях с Богом, со своей семьей или на такие темы, как расизм и Холокост.

## Биография
Нана приехал в Гамбург с матерью и братьями в возрасте 10 лет. Начинал как диджей в хип-хоп клубах в начале 90-х годов. Также являлся сопродюсером и читал рэп в некоторых песнях DJ David Fascher («Here We Go», «Make The Crowd Go Wild») под псевдонимом MC Africa True.
В 1995 году он присоединяется как рэпер к евродэнс-проекту Darkness, продюсерами которого были Bülent Aris и Toni Cottura. Песня «In My Dreams» становится клубным хитом, но Нана не нравится стиль Darkness, и группа распадается. Тем не менее, его псевдоним Darkman берёт своё начало именно с этого времени.
В 1996 Aris и Cottura основали Black Music лейбл Booya music, в который вступил На́на как первый артист. Первый сингл «Darkman» вошёл в Top 10 немецкого официального сингл-чарта от Media Control. Следующий сингл, записанный совместно с вокалистом Ray Horton «Lonely», стал самой успешной евро-рэп песней, и продержался на первом месте в течение нескольких недель. Альбом Nana, выпущенный в 1997 году, ближе к мейнстриму, в американском стиле рэпа. В нём приняли участие другие члены Booya Family, такие как Jan van der Toorn и Alex Prince.
Второй альбом, Father, был выпущен в мае 1998 года и содержал довольно медленные песни с очень личными текстами. Песни «Too Much Heaven» и «War» также вошли в трибьют-альбомы Love The Bee Gees и Hands on Motown.
В конце 1999 года, Нана выпустил сингл «I Want To Fly», который провалился из-за снижения популярности евро-рэпа и растущей популярности хип-хопа в Германии. Тем не менее, Нана записывает ещё два альбома с Booya music, которые не были выпущены из-за правовых проблем.
В начале 2001 Нана выпустил песню на немецком языке «Du Wirst Sehen», но это вызвало недовольство фанов из других стран. Сингл провалился и запланированный двуязычный альбом Global Playa был отменён по просьбе звукозаписывающей компании.
После долгого перерыва, летом 2004 года Нана наконец выпустил альбом All Doors In Flight No. 7 с участием Jan van der Toorn и Manuell на его собственном лейбле Darkman Records. Альбом распространялся исключительно в Интернете, через сайт Нана.

## Дискография

### Альбомы
- 1997: Nana
- 1998: Father
- 2004: All Doors in Flight No. 7
- 2008: 12 Y.O.
- 2010: Stand Up!
- 2017: #BetweenLuciferAndGod

### Синглы
- Darkman — 06.12.1996
- Lonely — 07.04.1997
- Let It Rain — 07.07.1997
- He’s Comin' — 01.09.1997
- Too Much Heaven — 01.12.1997
- I Remember The Time — 06.04.1998
- Dreams — 07.08.1998
- Father — 16.11.1998
- I Wanna Fly (Like A Eagle) — 15.11.1999
- Du Wirst Sehen — 14.04.2001
- Butterfly/Ride With Me — 12.07.2004
- Ride With Me — 26.02.2005
- My Get Away — 2008

## Награды
- 1997: Comet Award за «Лучший дебют Германии»
- 1998: ECHO Awards как «Наиболее успешный дебют Германии»
- 1998: ECHO Awards как «Наиболее успешный артист Германии»
- 1998: Comet Award «Best German act»